# Westliches Ujimqin-Banner

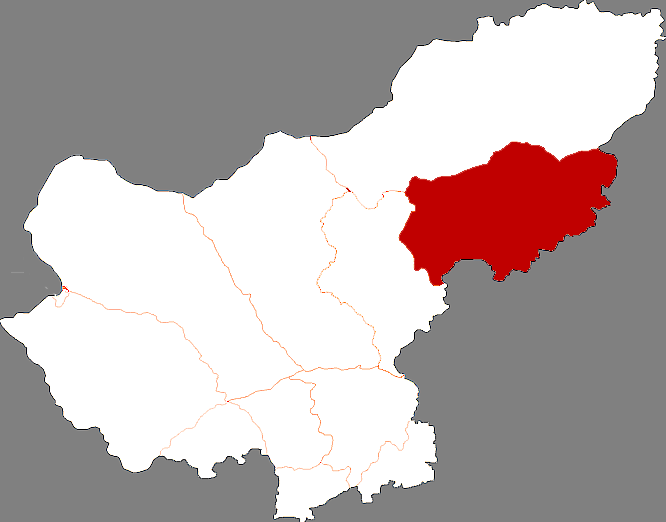
Lage des Östlichen Ujumqin-Banners in Xilin Gol

Das Westliche Ujimqin-Banner (chinesisch 西乌珠穆沁旗, Pinyin Xīwūzhūmùqìn Qí; mongolisch ᠪᠠᠷᠠᠭᠤᠨ ᠤᠵᠤᠮᠤᠴᠢᠨ ᠬᠣᠰᠢᠭᠤ Baraɣun Ujumučin qosiɣu) ist ein Banner des Xilin-Gol-Bundes, einer administrative Untergliederung auf Bezirksebene im Autonomen Gebiet Innere Mongolei der Volksrepublik China. Es hat eine Fläche von 22.960 km² und zählt ca. 70.000 Einwohner. Sein Hauptort ist die Großgemeinde Balgar Gol (巴拉嘎尔高勒镇).